# عثمان شهرزوری
تقی‌الدین ابوعمرو عثمان بن صلاح‌الدین بن صلاح شَهْرَزوری‌ در ۱۱۸۱ ـ ۱۱۸۲ میلادی ، در نزدیکی‌ شهرزور کردستان زاده شد؛ در موصل درس خواند و در بیت‌المقدس و دمشق تدریس کرد، و سرانجام  در ۱۲۴۵ میلادی ، در آن جا درگذشت‌.
او فقیه و محدث شافعی و از فاضل‌ترین مردان عصر خویش بود. کتاب أقْصَی الاٴَمَل و الشوق فی علوم الحدیث الرسول او رواج زیادی یافت‌. از آثار دیگرش رساله‌ای‌ در باب شعایر حج است به نام کتاب صِلَةِ الناسک فی صفة المناسک‌.

## منبع
- سارتن، جرج. مقدمه بر تاریخ علم. ترجمهٔ غلامحسین صدری افشار. انتشارات علمی و فرهنگی.